# Дзнеладзе Давид Караманович
Давид Караманович Дзнеладзе (груз. დავით (დუდე) ყარამანის ძე ძნელაძე; нар. 1(13) листопада 1889 року, Хашурі, Російська імперія — пом. 12 грудня 1971 року, Тбілісі) — грузинський радянський актор і режисер. Заслужений діяч мистецтв Грузинської РСР (1943).

## Біографія
Початкову освіту отримав на батьківщині. У 1913 році закінчив комерційне училище в Москві. Того ж року повернувся до Грузії, організував акторський гурток у Хашурі.
У 1917—1918 і 1924—1926 — актор Кутаїського театру, у 1920—1924 — Батумського театру, у 1929—1931 роках — Театру імені К. Марджанішвілі.
У 1928 роках — режисер Сухумського театру.
У 1928—1953 рр. — один з творців, директор і головний режисер Грузинського театру музичної комедії в Тбілісі.
Поставив першу грузинську оперету «Хаджарат» Володимира Курітіді (1938). Популяризував грузинську музичну комедію.
Після театру працював у Тбіліській філармонії, один з керівників Театрального товариства.
Знімався в кіно.
Похований в пантеоні Дідубе.

## Театральні роботи

### Режисер
«Любов на трьох» Цагарейшвілі (1946), «Під небом Тбілісі» Кереселідзе (1947), «Друзі» Лагідзе (1950), «Трембіта» Мілютіна, (1952)

## Фільмографія
- 1930 — Камера № 79 :: Дуде
- 1928 — Притулок хмар :: Джамбул
- 1928 — Джанки
- 1927 — Перша та остання :: Годердзі